# Walter Höhndorf
Walter Höhndorf (Prützke, 10 novembre 1892 – Iré-le-Sec, 5 settembre 1917) è stato un militare e aviatore tedesco, asso dell'aviazione durante la prima guerra mondiale accreditato di 12 vittorie aeree.

## Biografia
Walter Höhndorf nacque a Prützke il 10 novembre 1892, figlio di un insegnante. Imparò a pilotare aerei a Parigi nel 1913 ricevendo il brevetto di pilota numero 582 il 3 novembre. Tornato in patria si è qualificato per il volo presso l'aerodromo di Johannisthal e divenne famoso per essere stato un pioniere del volo acrobatico. Partecipò alla progettazione e alla produzione di aeroplani presso la Teltow's Union Flugzeugwerke.

### Il servizio in aviazione
Höhndorf si arruolò come volontario nell'aviazione allo scoppio della prima guerra mondiale e nominato leutnant il 15 marzo 1915. In quell'anno venne impiegato soprattutto come pilota collaudatore per l'azienda Siemens-Schuckert. Alla fine del 1915 venne assegnato come pilota di aerei monoposto alla Feldflieger Abteilung 12 dimostrando sin da subito la sua destrezza nel combattimento aereo ed abbattendo, ad una settimana di distanza l'uno dall'altro, due aerei francesi Voisin. Venne trasferito dapprima nella Feldflieger Abteilung 67 per arrivare nel mese di aprile del 1916 nella Kampfeinsitzerkommando (KEK) Vaux. 

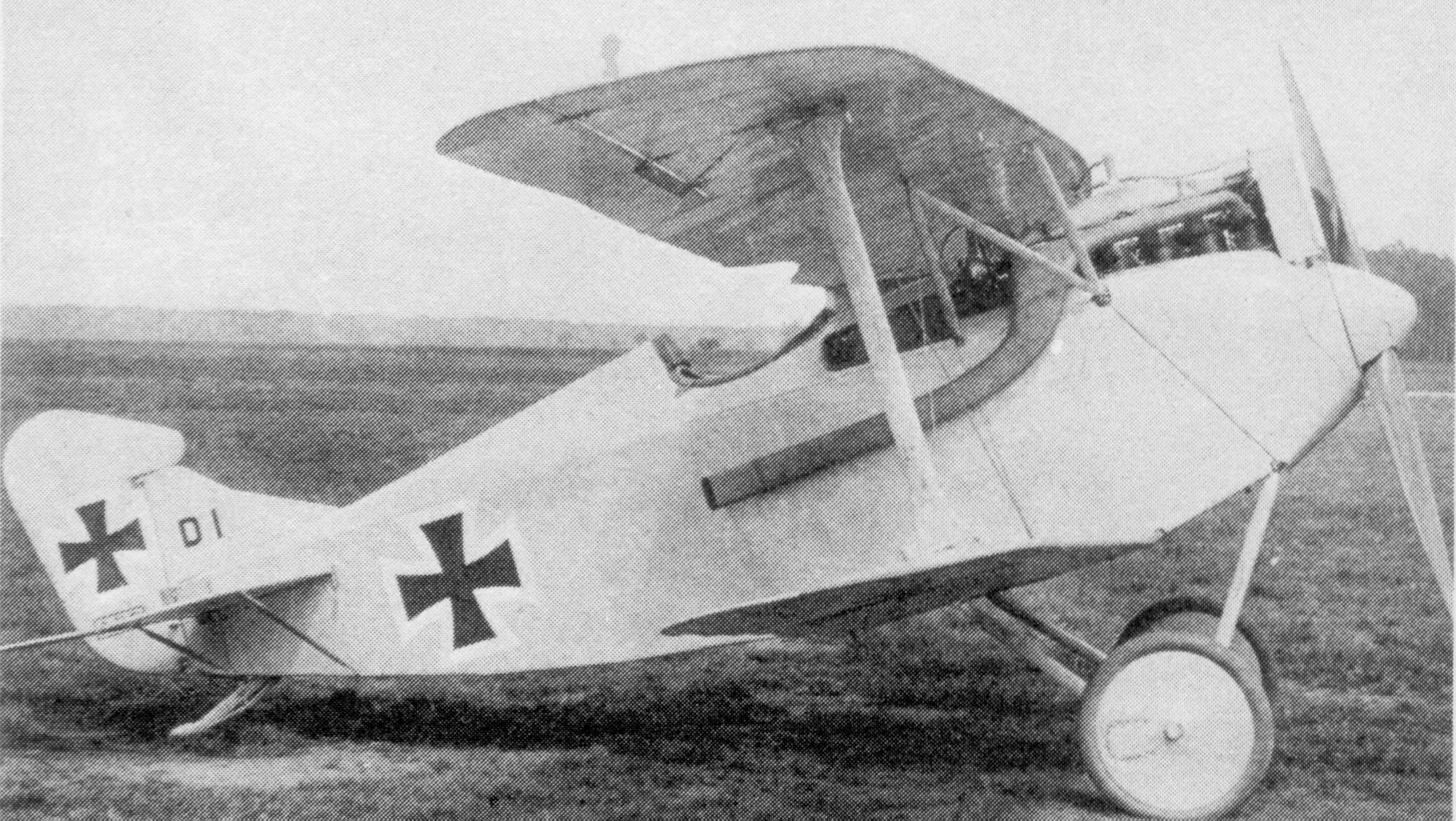
Il biplano AEG D.I

Tra il 10 aprile e il 19 luglio riuscì ad abbattere altri sette aerei francesi, e questo gli permise di ricevere il 20 luglio la più prestigiosa onorificenza dell'Impero tedesco, il Pour le Mérite. In quel mese riuscì ad ottenere altre due vittorie aeree portando così il suo totale a undici abbattimenti. Il 23 agosto venne trasferito nella Jagdstaffel 1, riportando la sua vittoria aerea finale il 17 settembre 1916.
Dopo un trasferimento nella Jagdstaffel 4, Höhndorf divenne un istruttore e pilota collaudatore a Valenciennes. Il 15 agosto 1917 venne scelto come comandante della Jagdstaffel 14.

### La morte
Tre settimane dopo, il 5 settembre 1917, Walter Höhndorf morì in un incidente di volo durante la prova di uno dei suoi progetti, il biplano monoposto da caccia AEG D.I.